# Diócesis de Kigoma
La diócesis de Kigoma (en latín: Dioecesis Kigomaensis, en inglés: Roman Catholic Diocese of Kigoma y en suajili: Jimbo Katoliki la Kigoma) es una circunscripción eclesiástica de la Iglesia católica en Tanzania. Se trata de una diócesis latina, sufragánea de la arquidiócesis de Tabora, que tiene al obispo Wolfgang Pisa, O.F.M.Cap. como su ordinario desde el Joseph Mlola, O.S.S..

## Territorio y organización
La diócesis tiene 45 056 km² y extiende su jurisdicción sobre los fieles católicos de rito latino residentes en la región de Kigoma.
La sede de la diócesis se encuentra en la ciudad de Kigoma, en donde se halla la Catedral de Nuestra Señora de la Victoria. 
En 2019 en la diócesis existían 25 parroquias.

## Historia
El provicariato apostólico de Tanganica fue erigido el 27 de septiembre de 1880 con el decreto Cum Reverendus de la Congregación de Propaganda Fide, obteniendo el territorio del vicariato apostólico de África Central (hoy arquidiócesis de Jartum).
El 11 de enero de 1887, en virtud del breve Quae catholico del papa León XIII, cedió porciones de territorio para la erección del vicariato apostólico de Unianyembé (hoy arquidiócesis de Tabora) y del vicariato apostólico del Alto Congo (hoy diócesis de Kalemie-Kirungu), y al mismo tiempo fue elevado al rango de vicariato apostólico.
El 31 de julio de 1889 cedió una porción de su territorio para la erección de la prefectura apostólica de Nyasa (hoy arquidiócesis de Lilongüe).
El 18 de julio de 1932 cedió otra porción de su territorio para la erección de la misión sui iuris de Tukuyu (hoy arquidiócesis de Mbeya) mediante el breve Cum munus apostolicum del papa Pío XI.
El 10 de mayo de 1946, en virtud de la bula Quo maiora del papa Pío XII, cedió una parte de su territorio para la erección del vicariato apostólico de Karema (hoy diócesis de Sumbawanga) y al mismo tiempo cambió su nombre al vicariato apostólico de Kigoma.
El 25 de marzo de 1953 el vicariato apostólico fue elevado a diócesis con la bula Quemadmodum ad Nos del papa Pío XII.

## Estadísticas
De acuerdo al Anuario Pontificio 2020 la diócesis tenía a fines de 2019 un total de 582 700 fieles bautizados.
| Año                                                                             | Población            | Población | Población      | Sacerdotes | Sacerdotes    | Sacerdotes    | Bautizados por sacerdote | Diáconos permanentes | Religiosos | Religiosos | Parroquias |
| Año                                                                             | Bautizados católicos | Total     | % de católicos | Total      | Clero secular | Clero regular | Bautizados por sacerdote | Diáconos permanentes | Varones    | Mujeres    | Parroquias |
| ------------------------------------------------------------------------------- | -------------------- | --------- | -------------- | ---------- | ------------- | ------------- | ------------------------ | -------------------- | ---------- | ---------- | ---------- |
| 1950                                                                            | 14 702               | 355 000   | 4.1            | 43         | 2             | 41            | 341                      |                      | 41         | 17         |            |
| 1969                                                                            | 76 801               | 496 649   | 15.5           | 44         | 2             | 42            | 1745                     |                      | 52         | 67         | 16         |
| 1980                                                                            | 100 135              | 474 000   | 21.1           | 33         | 8             | 25            | 3034                     |                      | 28         | 54         | 14         |
| 1990                                                                            | 165 002              | 850 300   | 19.4           | 36         | 15            | 21            | 4583                     |                      | 23         | 70         | 15         |
| 1999                                                                            | 342 633              | 1 035 284 | 33.1           | 58         | 39            | 19            | 5907                     |                      | 26         | 91         | 16         |
| 2000                                                                            | 398 975              | 1 238 356 | 32.2           | 56         | 39            | 17            | 7124                     |                      | 25         | 64         | 17         |
| 2001                                                                            | 419 576              | 1 247 178 | 33.6           | 52         | 39            | 13            | 8068                     |                      | 22         | 96         | 17         |
| 2002                                                                            | 427 404              | 1 247 178 | 34.3           | 59         | 46            | 13            | 7244                     |                      | 22         | 105        | 17         |
| 2003                                                                            | 429 304              | 1 259 694 | 34.1           | 64         | 46            | 18            | 6707                     |                      | 25         | 98         | 18         |
| 2004                                                                            | 409 900              | 1 680 009 | 24.4           | 66         | 46            | 20            | 6210                     |                      | 29         | 132        | 18         |
| 2006                                                                            | 439 508              | 1 824 000 | 24.1           | 56         | 47            | 9             | 7848                     |                      | 20         | 144        | 19         |
| 2013                                                                            | 515 701              | 2 000 650 | 25.8           | 55         | 42            | 13            | 9376                     |                      | 42         | 165        | 22         |
| 2016                                                                            | 541 571              | 2 138 117 | 25.3           | 54         | 43            | 11            | 10 029                   |                      | 39         | 146        | 23         |
| 2019                                                                            | 582 700              | 2 339 000 | 24.9           | 63         | 50            | 13            | 9249                     |                      | 58         | 152        | 25         |
| Fuente: Catholic-Hierarchy, que a su vez toma los datos del Anuario Pontificio. |                      |           |                |            |               |               |                          |                      |            |            |            |

## Episcopologio

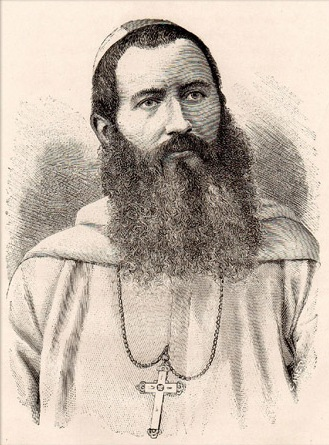
Jean-Baptiste-Frézal Charbonnier, primer vicario apostólico del Tanganica

- Jean-Baptiste-Frézal Charbonnier, M.Afr. † (14 de enero de 1887-16 de marzo de 1888  falleció)
- Léonce Bridoux, M.Afr. † (15 de junio de 1888-21 de octubre de 1890  falleció)
- Adolphe Lechaptois, M.Afr. † (19 de junio de 1891-30 de noviembre de 1917  falleció)
  - Sede vacante (1917-1920)
- Joseph-Marie Birraux, M.Afr. † (22 de abril de 1920-22 de abril de 1936 nombrado superior general de los Misioneros de África)
- John van Sambeek, M.Afr. † (19 de noviembre de 1936-22 de noviembre de 1957 renunció[7])
- James Holmes-Siedle, M.Afr. † (5 de agosto de 1958-15 de diciembre de 1969 renunció[8])
- Alphonse Daniel Nsabi † (15 de diciembre de 1969-16 de agosto de 1989  falleció)
- Paul Runangaza Ruzoka  (10 de noviembre de 1989-25 de noviembre de 2006 nombrado arzobispo de Tabora)
- Protase Rugambwa (18 de enero de 2008-26 de junio de 2012 nombrado secretario adjunto de la Congregación para la Evangelización de los Pueblos y presidente de las Pontificias Obras Misionales)
  - Sede vacante (2012-2014)
- Joseph Mlola, O.S.S., desde el 10 de julio de 2014